# شوهی میورا
شوهی میورا (انگلیسی: Shohei Miura؛ زادهٔ ۳ ژوئن ۱۹۸۸) بازیگر و مدل اهل کشور ژاپن است. از فیلم هایی که وی بازی کرده است میتوان به مجموعه ی تلویزیونی باران زیبا اشاره کرد.